# Спинет

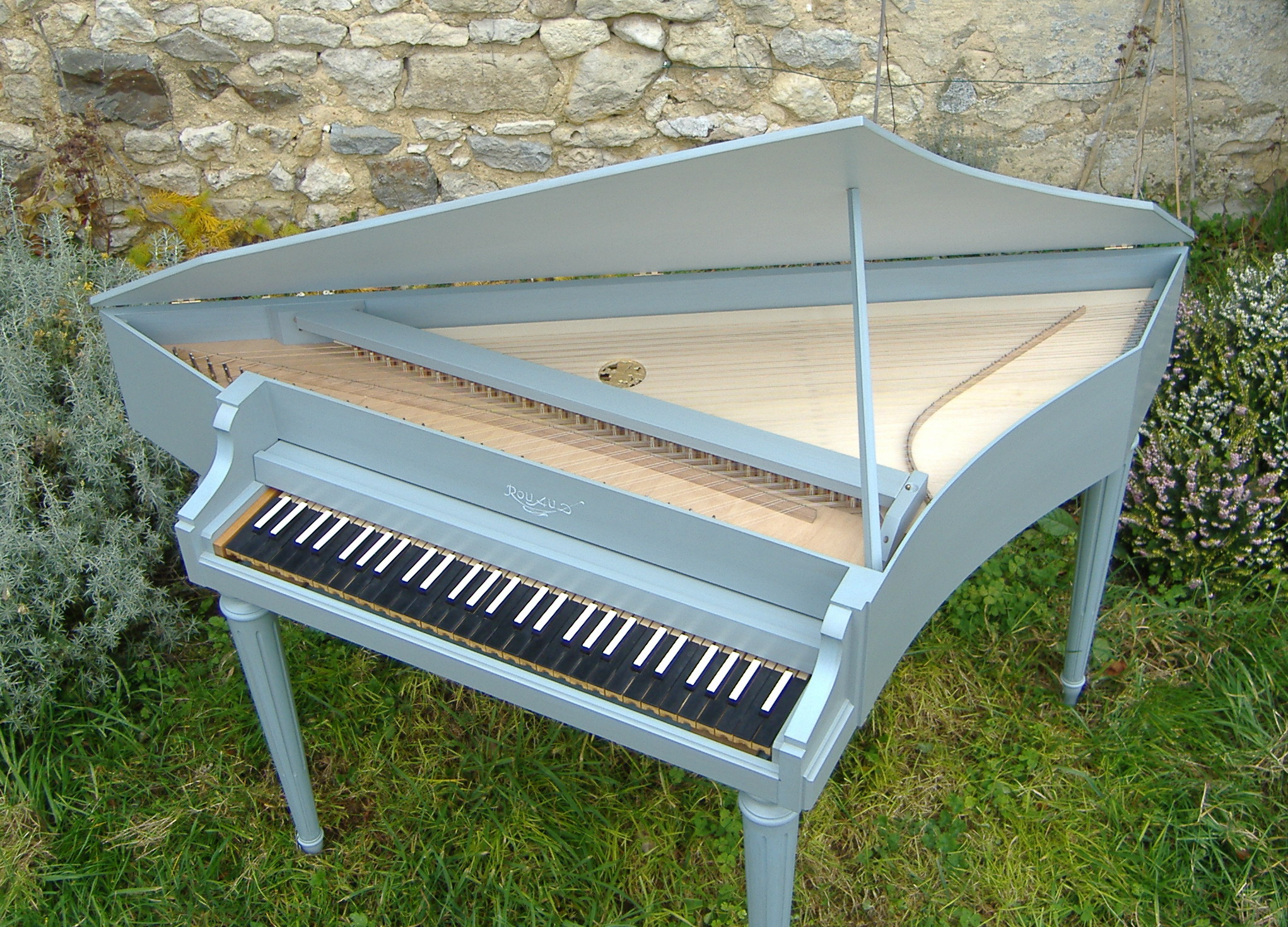
Французский спинет

Спине́т (англ. spinet, фр. epinette, итал. spinetta, от итал. spina — «колючка») — небольшой домашний клавишный струнный музыкальный инструмент, разновидность клавесина. Имеет один мануал и один ряд струн. В отличие от других разновидностей клавесина струны спинета натянуты по диагонали слева направо.
Самые ранние сохранившиеся спинеты происходят из Италии и относятся к началу XVII века. Среди них немало инструментов 5- или 6- угольной формы (с клавиатурой на самой длинной стороне). В Италии были изобретены и крыловидные спинеты того типа, который пользовался особой популярностью в Англии, вытеснив к концу XVII века прямоугольный вёрджинел в качестве самого распространенного инструмента для домашнего музицирования.
Мастером А. Пасси в Модене в Италии был изготовлен самый ранний из сохранившихся образцов. Второй спинет, датированый 1493 годом, также итальянской работы, хранится в Кёльне и  2 инструмента 1565 и 1593 годов, находятся в Государственном центральном музее музыкальной культуры им. М. И. Глинки в Москве. 
Спинеты довольно часто изготавливались в виде шкатулок для рукоделия, книжек и  украшались позолотой, резьбой, инкрустацией, это были миниатюрные инструменты, настроенные октавой выше нотной записи. В конце XVII века среди русской аристократии такие спинеты пользовались популярностью и назывались «охтавками». 
- Клавесин
- Вёрджинел
- Мюзелар
- Теорба-клавесин